# Atlético Zulia

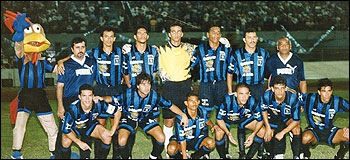
Atlético Zulia Fútbol Club

Atlético Zulia Fútbol Club – wenezuelski klub piłkarski z siedzibą w mieście Maracaibo, stolicy stanu Zulia. Przejęty przez ULA Mérida.

## Historia
Klub założony został w mieście Lagunillas pod nazwą Unicol Fútbol Club. Po sezonie 1995/96 przeniósł się do miasta Maracaibo i zmienił nazwę na Atlético Zulia Fútbol Club. Przed sezonem 1998/99 przejęty został przez klub ULA Mérida.

## Osiągnięcia
- Mistrz Wenezueli (Primera división venezolana): 1997/98
- Puchar Wenezueli: 1997
- Udział w Copa Libertadores:  1998